# Sybra surigaonis
Sybra surigaonis là một loài bọ cánh cứng trong họ Cerambycidae.